# Ánh trăng nói hộ lòng tôi
Ánh trăng nói hộ lòng tôi (chữ Hán: 月亮代表我的心, Bính âm: Yue liang dai biao wo de xin, Hán Việt: Nguyệt lượng đại biểu ngã đích tâm) là tên một bài hát Đài Loan do ca sĩ Trần Phần Lan (陳芬蘭) hát đầu tiên vào năm 1973 và được biết đến qua giọng hát của ca sĩ Đặng Lệ Quân vào năm 1977 rồi sau này được nhiều nghệ sĩ khác thể hiện. Bài hát không chỉ được yêu thích ở Trung Quốc, Hồng Kông và các nước Châu Á mà nó còn có nhiều người hâm mộ ở các nước phương Tây. Tên tiếng Anh của bài hát là The Moon Represents My Heart.
Bài này còn được Triệu Vy hát trong phim Bí ẩn lâu đài cổ, bộ phim Hàn Quốc Bốn chị em gái cũng sử dụng giai điệu của bài hát này. Năm 2005, bộ phim truyền hình ăn khách Chuyện về chàng Vượng đã dùng bài hát này làm nhạc nền trong một số trường đoạn của phim.
Trương Quốc Vinh cũng đã thể hiện bài hát trong album Forever. Trong một lần thể hiện bài này, Trương Quốc Vinh có nhắc tới anh Đường, người mà anh rất yêu quý và có quan hệ tình cảm đặc biệt với anh. Ngôn Thừa Húc của ban nhạc F4 cũng đã từng hát bài này và có lần Trịnh Tú Văn cùng với Ngôn Thừa Húc song ca. Sau này, Mai Diễm Phương đã hát bài này để tưởng nhớ tới Đặng Lệ Quân; cô cũng đã từng trình diễn bài này với Lưu Đức Hoa. Bài hát còn được David Tao viết lại dưới dạng nhạc rap. Bài hát này cũng đã được dịch sang tiếng Philipin và được ca sĩ Zsa Zsa Padilla hát trong phim Mano Po 2.
Bài hát này phần nhạc do Ông Thanh Khê làm, phần lời của Tôn Nghi. Ông Thanh Khê còn là tác giả của nhiều bài hát có giai điệu hay được nhiều ca sĩ nổi tiếng đương thời thể hiện.
Bài này còn có 2 phiên bản tiếng Việt "Ánh trăng lẻ loi" (Lời Việt: Kỳ Anh) do Loan Châu hát trong Paris By Night 68 / KARAOKE 44 - Nửa Vầng Trăng năm 2003 (sau này bản lời Việt này có Tâm Đoan và Hà Thanh Xuân hát lại) và "Ánh trăng hiểu lòng em" của Lương Bích Hữu trong album "Anh Muốn Chia Tay Phải Không?" (2014).

## Ảnh hưởng văn hoá ở Trung Quốc
Cho đến cuối những năm 1970, âm nhạc nước ngoài đã không được phép vào Trung Quốc đại lục trong nhiều thập kỷ. Ánh trăng nói hộ lòng tôi đã trở thành một trong những bài hát nước ngoài đầu tiên trong nước theo chính sách mở cửa mới.
Các bài hát của Đặng Lệ Quân trong thập kỷ tiếp theo đã cách mạng âm nhạc ở Trung Quốc. Ca khúc của cô, được miêu tả là "mềm mại, ngọt ngào, thường thì thầm và kiềm chế", được coi là "lý tưởng" trong nhạc gangtai vào thời đó. Phong cách này trái ngược với những bài hát được chính thức công nhận ở Trung Quốc đại lục, thường là những bài ca cách mạng, và có ảnh hưởng mạnh mẽ đến người nghe. Cô đã trở nên phổ biến đến nỗi "trong vài tháng trời đất nước đã bị ngập nước bởi các bài hát của cô", tuy nhiên, Ánh trăng nói hộ lòng tôi thường được trích dẫn là một trong những tác phẩm nổi tiếng hay nổi tiếng nhất của cô.
Trước khi âm nhạc của Đặng Lệ Quân đến, những bài hát lãng mạn đã không tồn tại ở Trung Quốc trong nhiều năm khi họ được coi là tư sản và suy đồi. Vì đạo diễn phim Jia Zhangke sau đó đã nói,"Ánh trăng nói hộ lòng tôi là một cái gì đó hoàn toàn mới lạ... Thế là mọi người trong thế hệ tôi đột nhiên bị thế giới cá nhân tràn ngập. Trước đó, mọi thứ là của tập thể..."

## Trạng thái bản quyền
Tôn Nghi đã đưa ra một vụ kiện chống lại Công ty thu âm Lệ Ca (麗 歌 唱片 公司). Tôn đã thua vụ kiện, vì vậy công ty sở hữu bản quyền của bài hát này.